# Stanisław Jan Matysiak
Stanisław Jan Matysiak (ur. 1947) – profesor nauk technicznych, profesor zwyczajny Politechniki Białostockiej.
W 1976 roku uzyskał stopień doktora nauk matematycznych (Uniwersytet Warszawski). W 1987 r. habilitował się w naukach technicznych w zakresie mechaniki. 22 listopada 1995 został mu nadany tytuł profesora nauk technicznych przez Prezydenta Rzeczypospolitej Polskiej. W 1990 odznaczony Złotym Krzyżem Zasługi.

## Pełnione funkcje[1]
- asystent na Wydziale Matematyki, Informatyki i Mechaniki Uniwersytetu Warszawskiego (1969–1976);
- adiunkt na Wydziale Matematyki, Informatyki i Mechaniki Uniwersytetu Warszawskiego (1976–1988);
- docent na Wydziale Geologii Uniwersytetu Warszawskiego (1988–1992);
- kierownik Zakładu Geofizyki i Mechaniki Ośrodków Ciągłych, Wydział Geologii Uniwersytetu Warszawskiego (od 1991 r.);
- profesor nadzwyczajny na Wydziale Geologii Uniwersytetu Warszawskiego (1992 – 2003);
- wicedyrektor Instytutu Hydrogeologii Inżynierskiej, Wydział Geologii Uniwersytetu Warszawskiego (1993–1996 oraz 2002–2005);
- profesor zwyczajny na Wydziale Geologii Uniwersytetu Warszawskiego (od 2003 r.);
- prodziekan Wydziału Geologii Uniwersytetu Warszawskiego (w latach 1996–1999);
- profesor nadzwyczajny na Wydziale Mechanicznym Politechniki Białostockiej (2002–2003);
- profesor zwyczajny na Wydziale Mechanicznych Politechniki Białostockiej (od 2003 r.).

## Staże naukowe[2]
- 12 miesięcy Uniwersytet Manitoby, Winnipeg, 1981–82
- 3 miesiące Uniwersytet Manitoby, Winnipeg, 1984
- 1 miesiąc Uniwersytet Moskiewski, 1976, 1989
- 2 tygodnie Uniwersytet w Rostocku, 1992
- 1 miesiąc Uniwersytet w Metz, 1992
- 1 tydzień Uniwersytet Lwowski 1995-2003

## Wybrane prace[1]
- Kryshtafovych A.A., Matysiak S.J. (2001), Frictional contact of laminated half-spaces allowing interface cavities. Part I. Analytical treatment, Int. J. for Numerical and Analytical Methods in Geomechanics, Vol. 25, 1077-1088.
- Kryshtafovych A.A., Matysiak S.J. (2001): Frictional contact of laminated half-spaces allowing interface cavities. Part II. Numerical results, Int. J. for Numerical and Analytical Methods in Geomechanics, Vol. 25, 1089-1099.
- Matysiak S.J., Mieszkowski R. (2001), On modelling of diffusion processes in periodically stratified elastic bodies, Int. J. Engineering Science, Vol. 39, 491-501.
- Kournytskyi T., Matysiak S.J., Gaczkiewicz A. (2004), Effect of laser radiation upon heat and mass transfer in two-component elastic semi-trasparent layer, International Journal of Heat and Mass Transfer, Vol. 47, 977-985.
- Matysiak S.J., Jevtushenko A.A., Zelenjak W. (2004), Heating of a semi-space with an inclusion and a crack, Physicochemical Mechanics of Materials, Vol. 40, 34-41.
- Matysiak S.J., Jevtushenko A.A., Ivanyk E.G. (2002), Contact temperature and wear of composite elements during braking, Int. J. Heat and Mass Transfer, Vol. 45, 193-199.
- Kaczyński A., Matysiak S.J. (2003), On the three dimensional problem of an interface crack under uniform heat flow in a bimaterial periodically layered space, Int. Journal of Fracture, Vol. 123, 127-138.
- Matysiak S.J., Pauk V.J. (2003), Edge crack in an elastic layer resting on Winkler foundation, Engineering Fracture Mechanics, Vol. 70, 2353-2361.
- Kournytskyi T., Matysiak S.J., Terletskii R. (2003), Heat and mass transfer in two-layer elastic composite subjected to thermal infrared radiation, International Journal of Engineering Science, Vol. 41, 1951-1964.
- Matysiak S.J., Mieszkowski R. (2003), On some problems of diffusion in an isotropic half-space, International Communications in Heat and Mass Transfer, Vol. 30, 625-632.

## Członkostwo w organizacjach naukowych
- członek American Mathematical Society (od 1986 r.);
- członek Polskiego Towarzystwa Mechaniki Teoretycznej i Stosowanej (od 1971 r.);
- członek Polskiego Towarzystwa Materiałów Kompozytowych (od 1998 r.);
- członek International Associaton of Engineering Geology (od 1995 r.);
- członek Sekcji Mechaniki Ośrodków z Mikrostrukturą Komitetu Mechaniki PAN (w latach 1999–2002);
- członek Sekcji Mechaniki Materiałów Komitetu Mechaniki PAN (od 2003 r.).